# Arthur Svensson
Gustav Arthur Svensson (* 6. Juni 1916 in Malung; † 18. Oktober 1989) war ein schwedischer Fußball- und Bandyspieler. In beiden Sportarten war er schwedischer Nationalspieler.

## Laufbahn
Der in Örebro aufgewachsene Svensson begann seine Fußballkarriere beim Stadtteilklub Almby BK. 1936 wechselte er für eine Spielzeit zu Örebro SK in die Division 3 Mellansvenska.
Im Sommer 1937 wechselte er zum amtierenden schwedischen Meister AIK in die Allsvenskan. Bei seinem Debüt im schwedischen Oberhaus am 26. September des Jahres gegen Landskrona BoIS gelang ihm auf Anhieb der erste Treffer im Trikot seines neuen Vereins. Nachdem er in seiner ersten Spielzeit nur acht Ligaspiele bestritten hatte, etablierte er sich in den folgenden Jahren in der Stammformation des Klubs.
Am 15. Juni 1938 kam er im heimischen Råsundastadion zu seinem Debüt in der schwedischen Fußballnationalmannschaft, als die finnische Landesauswahl durch Tore von Gunnar Bergström und Svenssons Vereinskamerad Floyd Lagercrantz mit 2:0 besiegt wurde. Kurios dabei: Das Länderspiel fand während der Weltmeisterschaft 1938 in Frankreich statt, bei der die schwedische Landesauswahl am folgenden Tag im Halbfinale an der ungarischen Nationalmannschaft scheiterte. Nach der Weltmeisterschaft bestritt er alle fünf weiteren Partien der schwedischen Landesauswahl, das letzte Spiel des Jahres – eine 2:3-Niederlage gegen Norwegen – war auch sein letztes Länderspiel.
Bis 1943 blieb er AIK treu und lief insgesamt in 115 Erstligapartien für den Klub aus Stockholm auf. Dabei gelangen ihm sieben Tore, die er allesamt in seinen ersten drei Spielzeiten für den Klub erzielte. Anschließend wechselte er zum Lokalrivalen Hammarby IF, wo er später seine Karriere beendete.
Parallel zu seiner Fußballkarriere lief Svensson auch im Bandy für seine jeweiligen Klubs auf. Dabei schaffte er es, ebenso in die schwedische Nationalmannschaft berufen zu werden.

## Sonstiges
Der jüngere Bruder Eric spielte ebenso Fußball und Bandy in Schwedens höchsten Ligen. In den 1950er Jahren stand er mit Örebro SK zweimal im Endspiel um die schwedische Bandymeisterschaft.